# باشگاه خریداران دالاس
باشگاه خریداران دالاس (انگلیسی: Dallas Buyers Club) فیلمی آمریکایی در ژانر درام زندگی‌نامه‌ای به نویسندگی کریگ بورتن و ملیسا والک، و کارگردانی ژان-مارک ولی است که در سال ۲۰۱۳ منتشر شد. این فیلم داستان یک بیمار مبتلا به ایدز به‌نام ران وودروف (متیو مک‌کانهی) را روایت می‌کند که در اواسط دههٔ ۱۹۸۰ زمانی که درمان‌های اچ‌آی‌وی/ایدز کمتر مورد تحقیق قرار گرفته بود به این بیماری تشخیص داده شد. به‌عنوان بخشی از جنبش آزمایشی درمان ایدز، او داروهای تاییدنشده را برای درمان علائم خود به تگزاس قاچاق کرد و با ایجاد «باشگاه خریداران دالاس» در حالی که با مخالفت سازمان غذا و دارو (FDA) مواجه بود، آن‌ها را میان افراد مبتلا به ایدز توزیع کرد. دو شخصیت داستانی در نقش مکمل، دکتر ایو ساکس (جنیفر گارنر) و ریون (جرد لتو) از مصاحبه‌های نویسندگانی با بیماران مبتلا به ایدز، فعالان و پزشکان تراجنسیتی ایجاد شد. مقالهٔ نویسنده‌ای که شامل مصاحبه‌هایی با وودروف و همچنین بازآفرینی دستاوردهای بین‌المللی دراماتیک او بود، بازتاب گسترده‌ای از سوی فیلم‌سازان و روزنامه‌نگاران به خود جلب کرد.
این فیلم بیش از ۵۲ میلیون دلار در سراسر جهان در مقابل بودجه ۵ میلیون دلاری خود فروخت. این فیلم با استقبال گسترده منتقدان مواجه شد و در نتیجه تحسین‌های متعددی را به همراه داشت. بیشتر تحسین منتقدان برای اجرای مک‌کانهی و لتو بود که هر دو برایش در هشتاد و ششمین دوره جوایز اسکار به‌ترتیب جایزهٔ بهترین بازیگر نقش اول مرد و بهترین بازیگر نقش مکمل مرد را دریافت کردند. این اولین فیلم از زمان رودخانه مرموز (۲۰۰۳) و تنها پنجمین فیلم تاریخ است که هر دوی این جایزه را به دست می‌آورند.

## خلاصه داستان
در سال ۱۹۸۵ در شهر دالاس یک تکنسین برق کار ران وودروف (متیو مک‌کانهی) گاوچرانی که مبتلا به تخیلات هوموفوبیایی است در می‌یابد که به بیماری ایدز مبتلا است و تنها ۳۰ روز تا پایان زندگی فرصت دارد. او در ابتدا از پذیرش واقعیت ابتلا به بیماری سر باز می‌زند، اما با به یاد آوردن رابطه جنسی با یک معتاد به مواد مخدر سر انجام تسلیم واقعیت می‌شود. او به سرعت از طرف خانواده و دوستانش طرد می‌شود. در بیمارستان او در می‌یابد که تنها داروی مؤثر بر روی ایدز زیدوودین (ای زی تی) می‌باشد که برای آزمایش بر روی انسان از سازمان غذا و دارو مجوز دارد. او توسط یکی از دکترهای بیمارستان بنام دکتر ایو سک، جنیفر گارنر، مطلع می‌شود که برای بررسی اثرگذاری این دارو تنها برای نیمی از بیماران تجویز شده‌است.
ران با رشوه دادن به یکی از کارکنان بیمارستان موفق می‌شود مقداری ای زی تی بدست آورد. با شروع استعمال دارو وضعیت سلامتی ران بدتر و بدتر می‌شود. در مراجعه به بیمارستان با رایان جرد یک بیمار اچ آی وی دیگر که ران با وی مشکل دارد مواجه می‌شود. با بدتر شدن وضع سلامتی ران او برای دریافت ای زی تی به بیمارستانی مکزیکی مراجعه می‌کند. دکتر وس که لیسانس پزشکی خود را در آمریکا ملغی کرده‌است به ران می‌گوید که ای زی تی در واقع سمی است که به تمامی سلول‌های بدن حمله می‌کند و اصرار می‌کند تا ران از دارو دی دی سی و پروتئین تی اس استفاده کند که این داروها در آمریکا تأیید نشده‌اند. بعد از سه ماه وضعیت سلامتی ران به‌طور ملموسی بهبود می‌یابد. او به این فکر می‌افتد تا با واردات و فروش داروی جدید به مبتلایان اچ آی وی می‌تواند پول قابل توجهی به جیب بزند. هم‌زمان دکتر ساک به اثرات منفی ای زی تی پی می‌برد ولی سرپرست وی دکتر سوارد بر ادامه تجویز ای زی تی اصرار می‌ورزد.
ران شروع به فروش داروی جدید در خیابان می‌کند. او هم‌زمان با رایان تماس برقرار می‌کند تا توسط وی مبتلایان بیشتر پیدا کند. آن‌ها با هم کلوپی به نام باشگاه خریداران دالاس راه‌اندازی می‌کنند که برای اعضای خود پروتئین تی و دی دی سی تهیه می‌کند. آن‌ها بابت داروها پولی از اعضا دریافت نمی‌کنند ولی اعضا باشگاه می‌بایست ماهانه ۴۰۰ دلار حق عضویت پرداخت کنند. این باشگاه به سرعت طرفداران زیادی در بین بیماران مبتلا به ایدز پیدا می‌کند. ران کم‌کم به رایان به عنوان یک دوست احترام می‌گذارد. وقتی ران دچار حمله قلبی می‌شود دکتر سوارد از وجود باشگاه آگاهی می‌یابد و از اینکه پروسه تجویز و مصرف ای زی تی قطع شده به شدت عصبانی می‌شود. او توسط سازمان دارو و غذا ترتیب دستگیری ران را می‌دهد. دکتر ساک با وجود اینکه به بهبود وضعیت باشگاه خریداران بهتر شده ولی خود را ناتوان از انجام تغییر در شرایط می‌یابد. مأموران سازمان غذا و دارو به محل باشگاه حمله می‌کنند ولی تنها به جریمه ران بسنده می‌کنند. به مرور پیدا کردن راهی برای قانونی کردن پپتاید تی و پروتئین به عنوان دغدغه اصلی ران در می‌آید و او دیگر تنها به جنبه مادی ماجرا فکر نمی‌کند. داروی جدید به مرور کمیاب و کمیاب تر می‌شود تا اینکه ران از اینکه با وجود اثبات بی‌ضرر بودن پپتاید تی و پروتئین هنوز ممنوع می‌باشد از سازمان دارو و غذا شکایت می‌کند. هر چند وی در دادگاه پیروز می‌شود ولی به خاطر عدم وجود ساز و کارهای مناسب نمی‌تواند بطور رسمی دارو تهیه کند. در نهایت سازمان نظارت بر غذا و دارو به ران اجازه می‌دهد تا ران بتواند به‌طور رسمی پپتاید تی و پروتئین برای مصارف شخصی خودش تهیه کند. او در سال ۱۹۹۲ هفت سال پس از مهلتی که به وی گفته شده بود می‌میرد.
داستان با ادامه مبارزه او برای بدست آوردن دارو ادامه می‌یابد.

## بازیگران
- متیو مک‌کانهی در نقش ران وودروف
- جنیفر گارنر
- جرد لتو
- دنی اوهر
- استیو زان
- مایکل اونیل
- دالاس رابرتس
- گریفین دان
- کوین رانکین
- بردفورد کاکس
- اسکات تاکه‌دا